# Helina punctifer
Helina punctifer este o specie de muște din genul Helina, familia Muscidae. A fost descrisă pentru prima dată de Malloch în anul 1921. Conform Catalogue of Life specia Helina punctifer nu are subspecii cunoscute.